# Carya laneyi
Carya laneyi är en valnötsväxtart som beskrevs av Charles Sprague Sargent. Carya laneyi ingår i släktet hickory, och familjen valnötsväxter. Inga underarter finns listade i Catalogue of Life.